# Wtórek (powiat ostrowski)
Wtórek – wieś w Polsce położona w województwie wielkopolskim, w powiecie ostrowskim, w gminie Ostrów Wielkopolski.

## Położenie
Wtórek położony jest przy wschodniej granicy Ostrowa Wielkopolskiego (Pruślin), ok. 5 km od Sieroszewic, w niewielkiej odległości od drogi ekspresowej  odcinek Strugi – Franklinów.

## Przynależność administracyjna
| Okres     | Jednostka administracyjna | Jednostka administracyjna | Jednostka administracyjna |
| --------- | ------------------------- | ------------------------- | ------------------------- |
| (w 1895)  |                           | powiat odolanowski        |                           |
| 1975–1998 | województwo kaliskie      | województwo kaliskie      | gmina Ostrów Wielkopolski |
| 1999–     | województwo wielkopolskie | powiat ostrowski          | gmina Ostrów Wielkopolski |

## Nazwa
Charakterystyczna nazwa wsi wywodzi się najprawdopodobniej od funkcji targowych osady w danym dniu tygodnia.

## Historia
Znany od 1405 jako wieś rycerska. 
Pod koniec XIX w. wieś wraz z folwarkiem, należącym do Radziwiłłów liczyła 459 mieszkańców. W 1930 nastąpił proces parcelacji majątku.
Podczas budowy obwodnicy Ostrowa Wielkopolskiego (2016) wokół wsi Wtórek, odkryto archeologiczny skarb z okresu wędrówki ludów m.in. depozyt 39 denarów rzymskich (I–II w.), bursztyny, paciorki, bransolety, noże i gliniane naczynia.

## Sport
| Dyscyplina  | Nazwa/klub                              |
| ----------- | --------------------------------------- |
| Piłka nożna | LZS Wtórkowianka Wtórek (rok zał. 1996) |